# Зводно
Зводно (словен. Zvodno) — поселення в общині Целє, Савинський регіон, Словенія. 
Висота над рівнем моря: 331,2 м.